# Forenede Arabiske Emiraters flag
Forenede Arabiske Emiraters flag (arabisk: علم الإمارات العربية المتحدة) blev taget i brug 2. december 1971.
Flaget består af de panarabiske farver rød, grøn, hvid og sort, som symboliserer arabisk enhed.
I tillæg har farverne følgende betydninger:
- grøn: frugtbarhed
- hvid: neutralitet
- sort: landets olieressourser

| Flag | Spire Denne artikel om flag eller vexillologi er en spire som bør udbygges. Du er velkommen til at hjælpe Wikipedia ved at udvide den. |